# Tổ Ước
Tổ Ước (giản thể: 祖约; phồn thể: 祖約; bính âm: Zǔ Yuē, ? – 330), tự Sĩ Thiếu, người huyện Tù, Phạm Dương , phản tướng nhà Đông Tấn, em trai của danh tướng Tổ Địch.

## Thiếu thời
Ban đầu ông nhờ được cử Hiếu liêm mà làm Thành Cao lệnh, cùng Tổ Địch rất yêu quý nhau. Cuối thời Vĩnh Gia (307 – 313), theo anh trai sang Giang Đông. Lang Tà vương Tư Mã Duệ xưng chế, ông được tiến dẫn làm Duyện thuộc, cùng người Trần Lưu là Nguyễn Phu tề danh. Sau chuyển làm Tòng sự trung lang, Điển tuyển cử.
Vợ của Ước không có con trai nên hay ghen tuông, Ước cũng không dám làm gì trái ý. Một đêm ngủ ở ngoài, chợt bị người lạ đâm trúng, ngờ là do vợ gây ra, Ước xin rời chức, Đế không cho, ông bèn từ cửa đông doanh Hữu tư mã mà ra. Tư trực Lưu Ngôi đàn hặc Ước trong không dạy được người nhà, ngoài không làm tròn việc nước; Đế không bắt tội. Ngôi đưa ra bằng chứng, Đế cuối cùng vẫn không cho.

## Thay thế Tổ Địch
Ước theo Tổ Địch lập công ở Tiếu, Bái, dần được thăng tiến. Địch mất, ông đang làm Thị trung, được thay anh làm Bình tây tướng quân, Dự Châu thứ sử, lãnh quân đội của Địch. Anh trai khác mẹ của Ước là Quang lộc đại phu Tổ Nạp nói với Đế rằng ông sẽ làm loạn, Đế không nghe. Người thời ấy đều cho là Nạp cùng Ước khác mẹ, đố kỵ ông được sủng quý, nên mới nói vậy. Vả Ước không có tài dùng binh, cũng không được lòng tướng sĩ.
Khi Vương Đôn cất binh, Ước quay về bảo vệ kinh đô, soái quân đến Thọ Dương, đuổi bộ hạ của Đôn là Hoài Nam thái thú Nhiệm Đài, nhờ công được phong Ngũ đẳng hầu, tiến hiệu Trấn tây tướng quân, sai đóng đồn ở Thọ Dương, phòng bị phương bắc.

## Oán vọng triều đình
Ước tự cho danh phận của mình chẳng kém sĩ tộc Si, Biện, mà không được làm Cố mệnh đại thần của Minh đế; lại muốn được tiến vị Khai phủ, nhưng nhiều lần dâng biểu đều không được cho phép; nên sinh ra oán vọng.
Tướng Hậu Triệu là Thạch Thông thường đưa quân đến uy hiếp, Ước nhiều lần dâng biểu xin cứu viện, mà quan quân không đến. Thông đã lui, triều đình lại muốn làm ao bùn để ngăn giặc Hồ, Ước cho đây là bỏ rơi mình, trong lòng phẫn uất. Trước đó, Thái hậu sai Thái Mô đến úy lạo, Ước thấy Mô, trừng mắt rồi phủi tay áo, bỏ hết lễ nghĩa.

## Tham gia phản loạn
Khi Tô Tuấn cất binh, mời Ước chấp chánh, ông cả mừng. Cháu của Ước là Trí và Diễn đều tán thành việc này, vì thế ông mệnh cho con của Địch là Bái nội sử Tổ Hoán và con rể nhà họ Tổ là Hoài Nam thái thú Hứa Liễu  đem quân hội họp với Tuấn. Vợ của Địch là chị của Liễu (?)  cố can không được.
Khi Tuấn chiếm được kinh đô, làm chiếu lấy Ước làm Thị trung, Thái úy, Thượng thư lệnh. Người Dĩnh Xuyên là Trần Quang soái bộ thuộc đến đánh, hẹn với thân tín của Ước là Diêm Thốc, Mạo Loại đi bắt Ước, ông treo qua tường mà thoát.
Trần Quang chạy sang Hậu Triệu, còn các tướng của Ước cũng ngầm thông mưu với Triệu, xin làm nội ứng. Tướng Triệu là Thạch Thông đến đánh, quân đội của Ước tan rã, ông chạy về Lịch Dương.
Ước sai Tổ Hoán đi đánh Hoàn Tuyên, gặp lúc Mao Bảo đến cứu Tuyên, đánh bại Hoán. Triệu Dận lại sai Cam Miêu tiến đánh Lịch Dương, Ước sợ hãi nhân đêm tối chạy trốn, bộ tướng Khiên Đằng đưa quân ra hàng.

## Liên lụy cả họ
Ước đưa mấy trăm người chạy sang Hậu Triệu. Triệu vương Thạch Lặc đãi họ rất bạc, mãi vẫn không chịu gặp mặt. Tướng Triệu là Trình Hà khuyên Lặc giết ông, Lặc nghe theo. Vì thế Lặc lừa Ước đưa cả họ hàng đến gặp mặt. Đến hẹn, Lặc lấy cớ bệnh tật mà tránh đi, sai Hà mời ông và họ hàng. Ước biết là vạ đến, uống cho say mềm. Đến nơi chợ búa, ông ôm lấy cháu ngoại mà khóc.
Ước bị giết, thân thuộc trong ngoài hơn trăm người đều bị hại. Phụ nữ kỹ thiếp ban cho quan tướng nước Triệu.
Khi xưa Tổ Địch có kẻ nô lệ người Yết là Vương An, đãi ngộ rất hậu. Địch ở Ung Khâu, lấy cớ An là đồng chủng với Thạch Lặc, tư cấp thật hậu rồi thả đi, An trở thành tướng của Lặc. Nay họ Tổ bị diệt, An ngầm cứu lấy con thứ của Địch là Tổ Đạo Trọng, bấy giờ mới hơn 10 tuổi, đưa vào chùa để che giấu. Sau khi Hậu Triệu diệt vong mới quay trở về miền nam.